# Viktor Rašović
Viktor Rašović (in serbo Виктор Рашовић?; Belgrado, 13 agosto 1993) è un pallanuotista serbo in forza al Radnički.

## Biografia
Nato a Belgrado, anche suo fratello maggiore di Strahinja è un pallanuotista.
Con la Stella Rossa di Belgrado ha vinto due titoli nazionali, due Coppe di Serbia, una LEN Champions League e una Supercoppa Europea.

## Palmarès

### Club

#### Trofei nazionali
- Campionato serbo: 4

Stella Rossa: 2012-13, 2013-14
Novi Beograd: 2021-22, 2022-23
- Coppa di Serbia: 2

Stella Rossa: 2012-13, 2013-14
- Campionato spagnolo: 2

Barceloneta: 2015-16, 2016-17
- Copa del Rey: 2

Barceloneta: 2015-16, 2016-17
- Campionato croato: 1

Jug Dubrovnik: 2017-18
- Kup Hrvatske: 1

Jug Dubrovnik: 2017-2018
- Supercopa de España: 2

Barceloneta: 2015, 2016

#### Trofei internazionali
- Coppa dei Campioni/Eurolega: 1

Stella Rossa: 2012-13
- Supercoppa LEN: 1

Stella Rossa: 2013
- Lega Adriatica: 2

Jug Dubrovnik: 2017-18
Novi Beograd: 2021-22

### Nazionale
- Olimpiadi

Parigi 2024: 
- Mondiali

Budapest 2017: 
- Europei

Barcellona 2018: 
- Coppa del Mondo

Almaty 2014: 
Berlino 2018: 
- World League

Huizhou 2016: 
Ruza 2017: 
- Giochi del Mediterraneo

Tarragona 2018: 
- Universiadi

Taipei 2017: 